# مياو ميكس
مياو ميكس (بالإنجليزية:Meow Mix) شركة أمريكية متخصصة في صناعة طعام القطط تأسست عام 1974 ويقع مقر الشركة في ديكاتور (ألاباما) في ألاباما في الولايات المتحدة.

## روابط خارجية
- الموقع الرسمي